# Dea Viriplaca
Dea Viriplaca ("Deusa que agrada ao marido") foi uma antiga deusa romana que mediava em casamentos problemáticos. Casais iam ao seu santuário para buscar reconciliação.
Amy Richlin caracterizou o serviço religioso desta deusa como "uma espécie de aconselhamento de casais — unilateral, a julgar pelo seu nome". O marido e a esposa se revezaram falando sobre o conflito que os estava incomodando. Depois de se desabafarem, eles puderam retornar a um estado de espírito mais agradável. As funções de Dea Viriplaca são, portanto, comparáveis às de Fortuna Viril em seu aspecto de agradar aos homens, e às de Vênus Obsequente e Vênus Verticórdia como deusas que encorajavam boas relações conjugais. Ao contrário de muitos outros ritos de promoção do casamento apenas para mulheres, mas como a Matronália, os serviços de Dea Viriplaca exigiam a participação de homens.
O santuário (sacellum) estava localizado no Monte Palatino. Valério Máximo escreve sobre ele como existente em seu próprio tempo (o reinado de Tibério), mas o considera entre os instituta antiqua, uma instituição dos velhos tempos.